# 松原渓
松原 渓（まつばら けい、1983年8月25日 - ）は、日本の女性タレント ・スポーツライターである。所属事務所はデビュー時から所属したピー・ビー・ビーから2007年にA-PLUSへ移籍し、サッカー系出版社などを経て、2006年以降はスポーツライターの活動がメイン。
成蹊大学文学部国際文化学科卒業。ハーレーダビッドソン（愛車はFLSTN（ソフテイル・デラックス））に乗り、フットサルやサイクリングなどを行う。

## 来歴
- 東京都出身、世田谷区育ち。父は登山家でフリーライター、母は介護小説の著作を持つライターで現代風俗史研究家[1]。
- 10歳までは父と共に日本全国の山を登る。6歳にして槍ヶ岳に登頂[1]。
- 小学3年から小学6年までアマゾネスFCに所属、ポジションは右MFでキャプテンも務めた。都大会準優勝、世田谷区選抜の経歴を持つ。なおこのときの後輩に松田典子（元浦和レッズ・レディース）がいる。
- 小学6年の時に読売メニーナ（現・日テレ・メニーナ）のセレクションを受け健闘したが、合格には至らなかった[2]。そのときの合格者は2人のみで、大野忍[3]と伊藤香菜子の、のちに日本代表にまでなる2人であった。
- 2002年、大学入学後に友人の薦めで芸能活動開始[2]。7月にイメージビデオ『SUIKA』でデビュー。
- 2005年からは芸能人女子フットサル公式大会スフィアリーグの南葛シューターズに所属（背番号5）。チーム創設から2006年までキャプテンを務めた。
- 2006年以降はスポーツライターとして国内外の現場を中心に取材している。

## 人物・エピソード
- 時代を間違えて生まれて来たと感じる時もあるとのこと。
- 資格は、英検準1級、秘書検定準1級、大型二輪、小型船舶。特技は、卓球、百人一首、けん玉、リバーシ、俳句。
- 好きな芸能人は深津絵里、阿部寛。
- 髭フェチであることを自認している。
- セリエAのユヴェントスを愛し、一番好きな選手はジョナサン・ゼビナ。このほかオロフ・メルベリ、ジャンルイジ・ブッフォンも好きな選手として挙げる。
- 躾の厳しい家庭に育ち、門限は午後6時、テレビは日に1時間と決められており、化粧は芸能界の仕事を始める18歳までしていなかった[1]。
- 小学校時に自転車で北海道を1周したことがあり、10歳の少女の冒険物語『ケイちゃん、ペダルをこいで』（室積光著 小学館）のモデルになった。
- 新潟県中越地震の際には、一個人としてテント持参でボランティア活動に参加していた。
- 自身のブログの記述からすれば一人っ子。

## 出演

### ドラマ
- 金曜エンタテイメント ペット探偵の事件簿（2004年8月27日、フジテレビ） - 芹沢の秘書 役
- 恋愛診断 第2話『サヨナラのメロディ』（2007年、テレビ東京） - 木原春香 役

### インターネットドラマ
- プチ美人の悲劇（2003年）共演：とよた真帆・長嶋一茂他（2004年8月26日DVD発売）
- Models Lover ヘップバーンの恋人（2004年）共演：宅麻伸

### 映画
- ROUTE58（2003年） - 共演：山田優・RUN＆GUN・岡元夕紀子 他
- 渋谷物語（2005年）
- 幽霊より怖い話vol.1（2005年）
- ノロイ（2005年）

### 舞台
- 〜地図〜朝焼けに君をつれて（2004年）
- 西武戦線異常なし（2004年）
- アイデンティティ〜幸せに満ちた楽園のお話し〜（2005年）

### CM・キャンペーン
- ブロードゲーム CM（2003年）
- ツカサ イメージガール（2003年）
- ツカサ CM リフォームマンション日本橋編（2003年）
- 白浜 イメージガール（2003年）
- 三洋 イメージガール（2003年）
- CREOS CM（2004年）
- 鈴乃屋 着物 イメージガール（2005年）
- 英会話イーオン インフォマーシャル（2005年）
- 安愚楽牧場 CM スポーツクラブ編（2005年 - 2007年）
- コムスン CM（2005年 - ）
- 資生堂 TSUBAKI インフォマーシャル（2006年）
- サントリー -196℃ 店頭CM（2006年）
- ガンホー エクストリームサッカー イメージパーソナリティー（2006年）
- 建設業労働災害防止協会 墜落・転落災害防止ポスター（2006年）

## 作品

### イメージビデオ・DVD
- SUIKA（2002年7月、英知出版）
- Sexy Desire（2004年6月、ラインコミュニケーションズ）
- Baby Style2（2004年6月、エクスドリームエンタテイメント）
- 渓流 〜Kei's Style（2005年12月、スリーコード）
- スフィアリーグ公式 フットサル基礎トレーニングDVD（2006年5月24日、hachama）

## 出版
写真集
- water melon（2002年8月、英知出版）

雑誌・連載コラム
- 月刊soccerz（2005年1月 - 5月、フロムワン）
- ヤングマシン（2004年12月 - 2005年5月、内外出版）
- BUBKA（2005年10月 - 、コアマガジン）
- スポニチ ワールドサッカープラス 松原渓のYell from...（2006年6月 - ）
- web Sportiva Girl's Eye 松原渓の欧州クラブLecture Room（2006年7月 - ）
- フットサルフリーマガジン Sankei SAL「松原渓の撫子的フットサルのすすめ」（2007年 - ）

著書
- 日本女子サッカーが世界と互角に戦える本当の理由（2012年6月、東邦出版）

単行本
- チャンスの波に乗りなさい  澤満壽子 (著) 徳間書店(2016年1月29日) ※取材 ISBN 4198640947

- 個を生かし和を奏でる 高倉麻子 (著) 徳間書店(2018年03月13日)※構成 ISBN：978-4-19-864592-2